# Admiraal van de vloot van de Sovjet-Unie
Een admiraal van de vloot van de Sovjet-Unie was de hoogste marinerang van de Sovjet-Unie.

## Overzicht
De rang was grotendeels een eretitel en kon bij andere landen worden beschouwd als gelijkwaardig aan die van admiraal van de vloot. De rang werd formeel ingesteld door de raad van ministers van de Sovjet-Unie op 3 maart 1955 en verving de gelijknamige rang, vlootadmiraal / admiraal van de vloot (адмирал флота), die sinds 1945 gelijkstond aan maarschalk van de Sovjet-Unie. De houders hadden recht op een maarschalksster.
Bij de oprichting werden de enige twee admiraals van de vloot, Nikolaj Koeznetsov en Ivan Isakov, tot deze rang gepromoveerd. Minder dan een jaar later, in 1956, werd Koeznetsov om politieke redenen gedegradeerd tot viceadmiraal en Isakov bleef tot zijn dood in 1967 de enige admiraal van de vloot van de Sovjet-Unie. In oktober 1967 werd vlootadmiraal Sergej Gorsjkov de derde en laatste admiraal van de vloot van de Sovjet-Unie. Gorsjkov overleed in 1988 en er vonden geen verdere benoemingen meer plaats tot de val van de Sovjet-Unie in 1991 en de afschaffing van de rang.
Vanaf 1962 was de rang één graad hoger dan die van vlootadmiraal, die werd omgevormd tot een tussenrang, gelijk aan die van generaal van het leger.

## Lijst van admiraals van de vloot van de Sovjet-Unie
| Portret | Naam                           | Gepromoveerd    | Gepensioneerd |
| ------- | ------------------------------ | --------------- | ------------- |
|         | Ivan Isakov (1894–1967)        | 3 maart 1955    |               |
|         | Nikolaj Koeznetsov (1904–1974) | 3 maart 1955    | februari 1956 |
|         | Sergej Gorsjkov (1910–1988)    | 28 oktober 1967 | december 1985 |